# Nowiny (Trójka)
Nowiny – była część wsi Trójka w Polsce położona w województwie wielkopolskim, w powiecie konińskim, w gminie Stare Miasto. 
Nazwę zniesiono z 1.01.2021 r.
Część wsi wchodzi w skład sołectwa Trójka.
W latach 1975–1998 miejscowość administracyjnie należała do województwa konińskiego.